# Italiaanse parlementsverkiezingen 2001
Op 13 mei 2001 werden er in Italië parlementsverkiezingen gehouden. De kiezers kozen een nieuwe Kamer van Afgevaardigden (Camera dei Deputati) (630 zetels) en Senaat (Senato della Repubblica) (315 zetels). De verkiezingen werden gewonnen door de centrumrechtse alliantie Huis van de Vrijheden van Silvio Berlusconi. Zijn alliantie won van de centrumlinkse Olijfboomcoalitie Francesco Rutelli. Net als in 1994 vormde Berlusconi een regering.

## Uitslag

### Kamer van Afgevaardigden
| Coalitie | Coalitie                                                                   | Partijen | %     | Zetels (proportioneel) | Zetels (kieskringen) | Zetels (totaal) |
| -------- | -------------------------------------------------------------------------- | --- | ----- | ---------------------- | -------------------- | --------------- |
|          | Casa delle Libertà (Huis van de Vrijheden)                                 | Forza Italia (Kom op Italië) Alleanza Nazionale (Nationale Alliantie) Lega Nord (Noordelijke Liga) Il Biancofiore (De Witte Bloem) - Centro Cristiano Democratico (Christendemocratisch Centrum) - Cristiani Democratici Uniti (Christendemocratische Unie) Partito Socialista- Nuovo PSI (Socialistische Partij- Nieuwe PSI) | 58,4% | 86                     | 282                  | 368             |
|          | L'Ulivo (Olijfboomcoalitie)                                                | Democratici di Sinistra (Linkse Democraten) Democrazia è Libertà - La Margherita (Democratie is Vrijheid - De Margriet) - I Democratici (De Democraten) - Partito Popolare Italiano (Italiaanse Volkspartij) - Rinnovamento Italiano (Italiaanse Vernieuwing) - Unione Democratici per l'Europa Il Girasole (De Zonnebloem) - Federazione dei Verdi (Groene Federatie) - Socialisti Democratici Italiani (Italiaanse Democratische Socialisten) Partito dei Comunisti Italiani (Partij van Italiaanse Communisten) Südtiroler Volkspartei (Zuid-Tirolse Volkspartij) | 39,7% | 58                     | 192                  | 250             |
|          | Partito della Rifondazione Comunista (Heropgerichte Communistische Partij) | - |       | 11                     |                      | 11              |
|          | Union Valdôtaine (Unie van de Aosta Vallei)                                | - |       |                        | 1                    | 1               |
| Totaal   | Totaal                                                                     | |       | 155                    | 475                  | 630             |

### Senaat
| Coalitie/partij | Coalitie/partij                      | Uitgebrachte stemmen | %     | Zetels (totaal) |
| --------------- | ------------------------------------ | -------------------- | ----- | --------------- |
|                 | Casa delle Libertà                   | 14.406.519           | 42,5% | 176             |
|                 | L'Ulivo                              | 13.106.860           | 38,7% | 125             |
|                 | Südtiroler Volkspartei               | 301.812              | 0,9%  | 5               |
|                 | Partito della Rifondazione Comunista | 1.708.707            | 5,04% | 4               |
|                 | Democrazia Europea (thans opgeheven) | 1.066.908            | 3,2%  | 2               |
|                 | Italia dei Valori- Lista Di Pietro   | 1.140.489            | 3,4%  | 1               |
|                 | Alleanza Lombarda Autonomia          | 308.559              | 0,91% | 1               |
|                 | Union Valdôtaine                     | 32.429               | 0,1%  | 1               |
|                 | Overigen                             | 1.798.979            | 5,31% | -               |
| Totaal          | Totaal                               | 33.871.262           |       | 315             |

1996 · 2001 · 2006 · 2008 · 2013 · 2018 · 2022